# Concili de Sàrdica
El Concili de Sàrdica fou una reunió dels bisbes de l'Església o concili ecumènic celebrat a Sàrdica (avui Sofia, Bulgària), a la Dàcia, probablement el 343. Fou un més del conjunt que s'havien anat convocant per debatre i ajustar la doctrina cristiana i altres problemàtiques causades per l'heretgia arriana. Convocat pels emperadors Constant I i Constanci II a petició del papa Juli I. Osi de Còrdova i altres bisbes occidentals, desitjosos d'assolir la pau i assegurar un judici final en el cas d'Atanasi d'Alexandria i altres bisbes tant condemnats com vindicats pels concilis d'Orient i Occident, tanmateix, desitjaven també resoldre definitivament la confusió suscitada entre les diferents formes doctrinals en funcionament; totes aquestes qüestions van crear un clima que feia necessari la celebració d'un concili general, amb especial interès per escollir un lloc que facilités que el concili tingués una representació prou àmplia dels bisbes.
Atanasi, conduït des d'Alexandria pel prefecte Filadri el 339, fou cridat per l'emperador Constanci des de Roma, on havia després va tenir lloc la reunió amb Osi de Còrdova, que va ser comissionat per l'emperador i el papa per presidir el concili, i l'acompanyà fins a Sàrdica. Juli I fou representat pels sacerdots Arquídam i Filoxen i el diaca Lleó, de fet, els bisbes occidentals eren nombrosos, amb 96 representants, mentre que els orientals no eren tants. Per aquesta raó, els bisbes d'Orient van decidir actuar en bloc, per temor a possibles desercions. Eren reticents a reconèixer a Atanasi, Marcel d'Ancira i Asclepas, que havien estat excomunicats per sínodes orientals, i a causa d'això, es negaren a seure en concili amb els bisbes occidentals. Per calmar els ànims, Osi de Còrdova els oferí un compromís, convidant-los a presentar les seves queixes contra Atanasi en privat, prometent, a més, que si Atanasi era absolt, se l'enduria a Hispània. Això no obstant, l'acord no prosperar. Malgrat que el concili havia estat convocat expressament per reobrir el cas dels bisbes excomunicats, els bisbes orientals defensaren la seva postura amb l'argument fictici que el concili no podia revisar les decisions d'altres.
Els bisbes orientals van decidir marxar, es retiraren de Sàrdica i es reuniren a Filipòpolis, on van redactar una encíclica i un nou credo, que daten falsament a Sàrdica. Per la seva banda, els bisbes occidentals, van examinar els casos dels bisbes Atanasi, Marcel i Asclepas, que foren declarats innocents, en considerar-se que no calia obrir investigacions, i a més es van presentar documents per refusar els càrrecs. A més, es va aprovar censurar els bisbes orientals per haver abandonat el concili, i diversos d'ells van ser deposats dels seus càrrecs o excomunicats. Amb l'abandó dels bisbes orientals, es discutí la qüestió d'un nou credo amb addicions al Concili de Nicea, i malgrat que es van arribar a formular i presentat al concili, els bisbes van decidir no afegir res, que va deixar als arrians sense pretextos per dir que fins aquell moment no havien estat clarament condemnats. Això no obstant, el text de l'intent de nou credo sí que fou inserit en una encíclica del concili dirigida a tots els bisbes de l'Església. Abans de dissoldre el concili, els bisbes promulgaren importants cànons, especialment amb relació a la transferència i elecció als bisbats i llurs apel·lacions. Aquests i altres foren enviats a Juli I en una carta signada per la majoria dels assistents, però, tanmateix, el concili havia fallat completament en el seu propòsit. No s'havia garantit la pacificació de l'Església, i els bisbes orientals van seguir amb la seva actitud contrària i de rebel·lia per mantenir les seves posicions.